# Parlamentswahl in St. Lucia 1961
Die Parlamentswahl in St. Lucia 1961 (englisch General elections) waren die siebten Parlamentswahlen in St. Lucia.

## Wahl
Die Wahl fand am 14. April 1961 statt. Sieger war die Saint Lucia Labour Party, welche neun der zehn Sitze errang.
| Partei                     | Stimmen | %    | Sitze |
| -------------------------- | ------- | ---- | ----- |
| Saint Lucia Labour Party   | 11.898  | 61.5 | 9     |
| People’s Progressive Party | 6.244   | 32.2 | 1     |
| Independents               | 1.22    | 6.3  | 0     |
| Invalid/blank votes        | 0       | –    | –     |
| Total                      | 19.362  | 100  | 10    |
| Source: Nohlen, PDBA       |         |      |       |